# 세룰레인
세룰레인(cerulein)은 세룰레타이드(ceruletide) 또는 카에룰레인(caerulein)으로 불리는데, 평활근을 활성화하고 소화액 분비를 증가시키는 역할을 하는 아미노산 10개로 된 올리고 펩타이드이다. 호주청개구리의 피부에서 추출한다. 십이지장 내시경, 담낭조영 때에 CCK-PZ 대신에 사용되고 있다.

## 같이 보기
- 호주청개구리